# Бангор (Каліфорнія)
Бангор (англ. Bangor) — переписна місцевість (CDP) в США, в окрузі Б'ютт штату Каліфорнія. Населення — 695 осіб (2020).

## Географія
Бангор розташований за координатами 39°22′34″ пн. ш. 121°24′42″ зх. д. / 39.37611° пн. ш. 121.41167° зх. д. (39.376087, -121.411654).  За даними Бюро перепису населення США в 2010 році переписна місцевість мала площу 34,77 км², уся площа — суходіл.

## Демографія
Згідно з переписом 2010 року, у переписній місцевості мешкало 646 осіб у 234 домогосподарствах у складі 176 родин. Густота населення становила 19 осіб/км².  Було 280 помешкань (8/км²).
Расовий склад населення:
| - 84,1 % — білих - 2,6 % — корінних американців - 0,8 % — чорних або афроамериканців - 0,6 % — азіатів - 0,2 % — вихідців з тихоокеанських островів - 2,8 % — осіб інших рас |

До двох чи більше рас належало 9,0 %. Частка іспаномовних становила 7,3 % від усіх жителів.
За віковим діапазоном населення розподілялося таким чином: 26,2 % — особи молодші 18 років, 55,7 % — особи у віці 18—64 років, 18,1 % — особи у віці 65 років та старші. Медіана віку мешканця становила 46,9 року. На 100 осіб жіночої статі у переписній місцевості припадало 92,3 чоловіків;  на 100 жінок у віці від 18 років та старших — 95,5 чоловіків також старших 18 років.
Середній дохід на одне домашнє господарство  становив 56 757 доларів США (медіана — 41 307), а середній дохід на одну сім'ю — 69 058 доларів (медіана — 53 250). За межею бідності перебувало 8,7 % осіб, у тому числі 14,4 % дітей у віці до 18 років та 2,8 % осіб у віці 65 років та старших.
Цивільне працевлаштоване населення становило 184 особи. Основні галузі зайнятості: публічна адміністрація — 20,7 %, роздрібна торгівля — 20,1 %, освіта, охорона здоров'я та соціальна допомога — 17,9 %.